# الکسی اورمانوف
الکسی اورمانوف (انگلیسی: Alexei Urmanov؛ زادهٔ ۱۷ نوامبر ۱۹۷۳) اسکیت‌باز نمایشی اهل روسیه بود.